# المؤسسة السورية للبريد
المؤسسة السورية للبريد هي الشركة المسؤولة عن الخدمة البريدية في سوريا وأُسست بموجب المرسوم التنظيمي رقم 1936 بتاريخ 10-07-1975. أسست الشركة قانونيًا باعتبارها تعاونية.

## الاتحاد البريدي العالمي
انضمت سوريا إلى الاتحاد البريدي العالمي في 15 مايو 1946

## تاريخ
| صفحات تبدأ ب‍ ‍المؤسسة السورية للبريد     |
| ------------------------------------- |
| خاص:فهرس بادئة/المؤسسة السورية للبريد |

تم استخدام الطوابع الفرنسية والمصرية والعثمانية في سوريا قبل أن تصبح دولة مستقلة.

## الخدمات
- التوزيع البريدي والبريد الدعائي[3]
- البعائث البريدية العادية والمسجلة
- بيع الطوابع
- تأجير آلات التخليص
- البريد العاجل
- الطرود البريدية
- الصناديق البريدية

## المعايير والنظم

### استراتيجية الحكومة الإلكترونية[4]
الرؤية حول الحكومة الإلكترونية في سورية
تقديم خدمات متميزة للمستفيدين، عن طريق رفع فعالية وإنتاجية وشفافية العمل الحكومي، وتقديم خدمات إلكترونية متكاملة، متاحة بواسطة قنوات متعددة، مع العمل على حماية البيانات الشخصية.

### معايير تقانة المعلومات والاتصالات السورية
المعايير النموذجية لاستخدام تقانة المعلومات التي وضعت بالتعاون مع الاتحاد الأوربي (مشروع التحديث القطاعي والمؤسساتي) بهدف تخطيط وتحليل وتنفيذ وأمن المشاريع المعلوماتية لتحقيق مستوى معين من التميّز في الأداء لما هو مطلوب.
وقد اعتمدت الحكومة هذه المعايير في مؤسساتها الحكومية، ولمساعدة الموظفين في تطبيق المعايير.

### شبكة المعرفة الريفية
شبكة المعرفة الريفية - بوابة المجتمع المحلي هي إحدى المخرجات الرئيسية لـ "البرنامج الاستراتيجي لاستخدام تقانات المعلومات والاتصالات في التنمية الاقتصادية والاجتماعية في سورية"، الموقّع بين وزارة الاتصالات والتقانة وبرنامج الأمم المتحدة الإنمائي UNDPفي سورية، والذي وصل إلى نهايته في شهر تموز 2011، وقد تم بتاريخ 16/5/2012 توقيع مذكّرة مشروع إدارة وتشغيل بوابة المجتمع المحلي على الإنترنت بين وزارة الاتصالات والتقانة ووزارة الإدارة المحلية.
أُسِّست البوابة وانطلق العمل فيها منذ العام 2004، وجرى فيها تفعيل مساهمة البلدات في تنمية مجتمعاتها المحلية في الجوانب الاجتماعية والاقتصادية،
- مشاريع التعاون الدولي

### مشروع تعزيز القدرة المؤسساتية
في إطار ملف الحكومة الإلكترونيّة وبالتّعاون مع البرنامج الإنمائي للأمم المتحدة قام الفريق التّنفيذي للحكومة الإلكترونية بإنجاز:
1. معايير إنشاء وتشغيل مركز خدمة المواطن.
2. معايير الدفع الإلكتروني.